# Riesaer Cheerleaderverein
Der Riesaer Cheerleaderverein e. V. ist ein in der sächsischen Stadt Riesa ansässiger Cheerleadingverein. Er wurde 2002 gegründet.

## Allgemeines
Der Riesaer Cheerleaderverein besteht aus Teams verschiedener Altersklassen, denen überwiegend sowohl männliche als auch weibliche Mitglieder angehören (Mixed bzw. Coed Teams). Organisiert ist der Verein im LSB Sachsen und im CCVD.
Verschiedene Teams des Vereins treten regelmäßig bei Sportereignissen wie dem DHB Pokalfinale 2010, in Riesa sowie diversen Dorf- und Stadtfesten in Riesa und Umgebung auf.
Weiterhin nehmen die Teams regelmäßig an nationalen sowie internationalen Cheerleadingmeisterschaften teil.

## Wettkampfteams

### Manic Dream
Manic Dream gehört zur Altersklasse Senior (ab 16 Jahren) besteht aus 17 Männern und Frauen und startet somit in der Kategorie Senior CoEd Cheer bei Meisterschaften. Gegründet wurde das Team 1999 als Blue Angels Riesa (siehe Geschichte) und wurde im März 2003 in Manic Dream umbenannt.
Zu den bisher größten Erfolgen des Teams zählen:
- 2. Platz bei der Deutschen Cheerleadingmeisterschaft 2007 in Riesa
- 6. Platz bei der Cheerleading Europameisterschaft 2007 in Frederikshavn
- 6. Platz bei der Cheerleading Weltmeisterschaft 2007 in Helsinki
- 3. Platz bei der Deutschen Cheerleadingmeisterschaft 2010 in Bremen

### Spicy Angels
Die Spicy Angels gehören der Altersklasse Junior (11 bis 17 Jahre) an und bestehen aus 34 Jungen und Mädchen, welche im Hauptteam Spicy Angels sowie dem Aufbauteam Spicy Angels 2 jeweils in der Kategorie Junior CoEd Cheer bei Meisterschaften an den Start gehen. Das Team wurde 2002 gegründet.
Zu den bisher größten Erfolgen des Teams zählen:
- 2. Platz bei der Deutschen Cheerleading Jugendmeisterschaft 2009 in Riesa
- 5. Platz bei der Cheerleading Europameisterschaft 2009 in Nyköping
- 1. Platz bei der Deutschen Cheerleading Jugendmeisterschaft 2010 in Riesa
- 4. Platz bei der Cheerleading Europameisterschaft 2010 in Helsinki
- 1. Platz bei der Deutschen Cheerleadingmeisterschaft 2017 in Hamburg

### Minimaniacs
Die Minimaniacs gehören der Altersklasse PeeWee (bis 11 Jahre) an und bestehen aus 18 Jungen und Mädchen. Das Team tritt bei Meisterschaften in der Kategorie PeeWee Cheer an. Entstanden ist die Gruppierung 2004.
Zu den bisher größten Erfolgen des Teams zählt
- 1. Platz bei der Sächsischen Cheerleading Meisterschaft 2010 in Dresden

#### Rookiemäuse
Die Rookiemäuse bestehen aus 19 Jungen und Mädchen im Alter von 4 bis 11 Jahren (PeeWee). Das Team wurde 2008 als Nachwuchsteam für die Minimaniacs gegründet und nimmt gelegentlich an offenen Meisterschaften teil.
Im Training steht weniger das klassische Cheerleading im Mittelpunkt als vielmehr das Entwickeln einer grundlegenden Motorik sowie Körperspannung.

### IllmaniXX
IllmaniXX ist das zurzeit erfolgreichste Team des Vereins überhaupt. Es besteht aus sechs Frauen, welche seit der Gründung 2004 regelmäßig in der Kategorie Senior All-Girl Group Stunt an nationalen sowie internationalen Meisterschaften teilnehmen.
Zu den bisher größten Erfolgen des Teams zählen:
- 2. Platz bei der Deutschen Cheerleadingmeisterschaft 2007 in Riesa
- 5. Platz bei der Cheerleading Europameisterschaft 2007 in Frederikshavn
- 1. Platz bei der Deutschen Cheerleadingmeisterschaft 2009 in Bremen
- Teilnahme an der Cheerleading Europameisterschaft 2009 in Nyköping
- 3. Platz bei der Cheerleading Weltmeisterschaft 2009 in Bremen

### Weitere Stunt-Formationen
Weiterhin gibt verschiedene Stuntformationen, die in ihrer Besetzung stark variieren. Dazu gehören Blue sky und Little Mistake.
Nennenswerte Erfolge:
- 3. Platz bei der Deutschen Cheerleading Jugendmeisterschaft 2009 in Riesa in der Kategorie Junior CoEd Group Stunt
- 3. Platz bei der Deutschen Cheerleading Jugendmeisterschaft 2010 in Riesa in der Kategorie Junior CoEd Group Stunt
- 1. Platz bei der Deutschen Cheerleading Jugendmeisterschaft 2010 in Riesa in der Kategorie Junior CoEd Group Stunt
- 1. Platz bei der Deutschen Cheerleading Jugendmeisterschaft 2010 in Riesa in der Kategorie Junior All-Girl Group Stunt
- 3. Platz bei der Deutschen Cheerleading Meisterschaft 2010 in Bremen in der Kategorie Senior CoEd Group Stunt
- 1. Platz bei der Cheerleading Europameisterschaft 2010 in Helsinki in der Kategorie Junior CoEd Group Stunt
- Teilnahme an der Cheerleading Europameisterschaft 2010 in Helsinki in der Kategorie Junior All-Girl Group Stunt

### RCV Mini Dancers
Der Riesaer Cheerleaderverein startet zusätzlich in Kategorien wie PeeWee Freestyle Dance.
Größere Erfolge:
- 2. Platz bei der Regionalmeisterschaft Ost 2012 in der Kategorie PeeWee Freestyle Dance
- 3. Platz bei Der Deutschen Meisterschaft im CCVD in der Kategorie PeeWee Freestyle Dance
- 4. Platz bei dem Elite Cheerleading Championship 2012 in der Kategorie PeeWee Freestyle Dance

## Angels Cup
Der Angels Cup ist die offene Meisterschaft, welche vom Riesaer Cheerleaderverein in den Jahren von 2003 bis 2007 insgesamt fünfmal abgehalten wurde. Ein sechster Angels Cup war für 2008 mit völlig neuartigem Konzept als reine Technikmeisterschaft geplant, musste aber wegen Schwierigkeiten bei der Terminfindung sowie der schwachen Teilnehmermeldungen (Konzept der Meisterschaft) abgesagt werden.
Die angebotenen Starterkategorien deckten das gesamte Spektrum des Cheerleadings ab und bewegten jedes Mal mehrere hundert Athleten zur Teilnahme.
Eine Besonderheit stellt der Angels Cup 2007 dar. Dabei wurde zum ersten Mal das Konzept der „Offenen Wertung“ für Meisterschaften der CvD getestet.

## Geschichte
Der Vorläufer des Riesaer Cheerleadervereins wurde 1999 mit 10 weiblichen Mitgliedern als AG „Cheerleading“ am damaligen Max-Planck-Gymnasium Riesa gegründet. Zunächst beschränkte sich das Team Blue Angels auf Showtanzauftritte, bis es schließlich im Jahr 2001 an einem ersten richtigen Cheerleaderwettbewerb als Cheer-Dance-Team teilnahm.
Bis zum Jahr 2002 wandelte sich das Team zu einem echten Cheerleadingteam, was zu ersten Meisterschaftsteilnahmen in Cheer-Kategorien und schließlich zum ersten Angels Cup im darauffolgenden Jahr führte.
Im Jahr 2003 zog die zunehmende Bekanntheit des Riesaer Cheerleadervereins (damals noch Blue Angels Riesa) die Aufmerksamkeit der Hamburg Blue Devils auf sich. Diese hatten sich den Namen ihres Cheersquads Blue Angels als Markennamen schützen lassen. Dies führte zu rechtlichen Schwierigkeiten für den Verein. Letztendlich wurde eine gütliche Lösung herbeigeführt; das Team musste sich umbenennen.
Das Jugendteam hieß von nun an Spicy Angels, das Seniorteam Manic Dream. Ende 2003 wurde schließlich das Nachwuchsteam Minimaniacs gegründet.